# Stina Lövkvist
Stina Lövkvist, född 1985, är en svensk illustratör av barnböcker och tidskrifter. Lövkvist har bland annat illustrerat Dan Höjers Cirkusdeckarna, en serie barndeckare.